# Louth Mavericks
I Louth Mavericks sono una squadra di football americano, di Dundalk, in Irlanda.

## Dettaglio stagioni

### Tornei nazionali

#### Campionato

##### Shamrock Bowl Conference
| Stagione | regular season | regular season | regular season | regular season | regular season | regular season | playoff | playoff | playoff | playoff | playoff | playoff   | playoff    |
|          | Vin            | Par            | Per            | Tot            | PF             | PS             | Vin     | Per     | Tot     | PF      | PS      | risultato | avversaria |
| -------- | -------------- | -------------- | -------------- | -------------- | -------------- | -------------- | ------- | ------- | ------- | ------- | ------- | --------- | ---------- |
| 2018     | 0              | 0              | 8              | 8              | 49             | 300            | -       | -       | -       | -       | -       | -         | -          |
| Totale   | 0              | 0              | 8              | 8              | 49             | 300            | -       | -       | -       | -       | -       |           |            |

Fonti: Enciclopedia del Football - A cura di Massimo Mezzetti

##### IAFL1 Conference
| Stagione | regular season | regular season | regular season | regular season | regular season | regular season | playoff | playoff | playoff | playoff | playoff | playoff    | playoff            |
|          | Vin            | Par            | Per            | Tot            | PF             | PS             | Vin     | Per     | Tot     | PF      | PS      | risultato  | avversaria         |
| -------- | -------------- | -------------- | -------------- | -------------- | -------------- | -------------- | ------- | ------- | ------- | ------- | ------- | ---------- | ------------------ |
| 2015     | 2              | 0              | 6              | 8              | 71             | 91             | -       | -       | -       | -       | -       | -          | -                  |
| 2016     | 5              | 0              | 3              | 8              | 92             | 81             | 0       | 1       | 1       | 3       | 7       | Semifinale | Belfast Trojans II |
| 2017     | 5              | 0              | 3              | 8              | 136            | 117            | 1       | 1       | 2       | 40      | 33      | Campioni   | Craigavon Cowboys  |
| 2019     | 4              | 0              | 4              | 8              | 217            | 167            | -       | -       | -       | -       | -       | -          | -                  |
| Totale   | 16             | 0              | 16             | 32             | 516            | 456            | 1       | 2       | 3       | 43      | 40      |            |                    |

Fonti: Enciclopedia del Football - A cura di Massimo Mezzetti

##### IAFL2 Conference/Division 2
| Stagione | regular season | regular season | regular season | regular season | regular season | regular season | playoff | playoff | playoff | playoff | playoff | playoff         | playoff       |
|          | Vin            | Par            | Per            | Tot            | PF             | PS             | Vin     | Per     | Tot     | PF      | PS      | risultato       | avversaria    |
| -------- | -------------- | -------------- | -------------- | -------------- | -------------- | -------------- | ------- | ------- | ------- | ------- | ------- | --------------- | ------------- |
| 2014     | 4              | 0              | 2              | 6              | 89             | 70             | 0       | 1       | 1       | 7       | 20      | IAFL2 Bowl      | Tyrone Titans |
| 2022     | 7              | 0              | 1              | 8              | 224            | 75             | 0       | 1       | 1       | 0       | 22      | Division 2 Bowl | Antrim Jets   |
| Totale   | 11             | 0              | 3              | 12             | 313            | 145            | 0       | 2       | 2       | 7       | 42      |                 |               |

Fonti: Enciclopedia del Football - A cura di Massimo Mezzetti

### Riepilogo fasi finali disputate
| Anno           | Luogo   | Evento           | Fase del torneo | Incontro                             | Risultato |
| 17 agosto 2014 | Navan   | IAFL2 Conference | IAFL2 Bowl      | Tyrone Titans - Dundalk Mavericks    | 20 - 7    |
| 17 luglio 2016 | Belfast | IAFL1 Conference | Semifinale      | Belfast Trojans II - Louth Mavericks | 7 - 3     |
| 20 agosto 2017 | Dundalk | IAFL1 Conference | IAFL1 Bowl      | Craigavon Cowboys - Louth Mavericks  | 18 - 23   |
| 31 luglio 2022 | Belfast | AFI Division 2   | Division 2 Bowl | Louth Mavericks - Antrim Jets        | 0 - 22    |

## Palmarès
- 1 IAFL1 Bowl (2017)